# Разино (Житомирская область)
Разино (укр. Разіне) — село на Украине, основано в 1878 году, находится в Романовском районе Житомирской области.
Население по переписи 2001 года составляет 347 человек. Почтовый индекс — 13044. Телефонный код — 4146. Занимает площадь 0,822 км².
Разино — это посёлок при одноимённой ж/д станции, расположенной на ветке Шепетовка — Бердичев Юго-Западной железной дороги. Основная занятость местного населения — это обслуживание дистанций ж/д путей сообщений и заводских складов, которые находятся вблизи ж/д путей на станции Разино. На территории посёлка можно найти следы исторических фактов — это каменный крест XIX—XX веков в километре от посёлка в южном направлении. Там имеется возвышенность, сделанная искусственным путём. Более 100 лет назад там находилась крепость, о чём свидетельствуют находки на месте возвышенности осколков старой посуды, кирпичей, и др. предметов. Во время войны посёлок был оккупирован немецкими войсками, так как через поселок проходила железная дорога то немцы использовали ее для насильной  отправки жителей близлежащих районов и селе в Германию на каторжные работы. В посёлке вплоть до 1986 года проживал известный  в Романовском районе ветеран Великой Отечественной войны Вацлав Францевич Гойко, который прошел свой военный путь от рядового партизана, до начальника штаба партизанского отряда соединения М.И. Шукаева. Дошёл с боями до Чехословакии. Награжден орденами Великой Отечественной войны 1 и 2 степеней, медалью "За отвагу" , медалью "Партизану отечественной войны" и многими другими медалями. 

## Адрес местного совета
13043, с. Романовка, ул. Транзитная; тел. 9-31-44